# Abbazia di Santa Maria di Novara
L'abbazia di Santa Maria di Novara (anche detta Santa Maria di Nucaria, Santa Maria di Nuara, Santa Maria di Vallebona) era un'abbazia cistercense situata a Novara di Sicilia, comune italiano della città metropolitana di Messina.

## Storia

### Epoca normanna
Secondo alcuni storici Santa Maria di Novara (o di Vallebona) fu fondata nel 1137, per iniziativa dello stesso Ruggero II che incaricò dei monaci basiliani, comunità religiosa di rito greco già attestata nel territorio. In seguito lo stesso sovrano disporrà l'insediamento di religiosi dell'Ordine cistercense, quindi di rito latino, per contrastare la secolarizzazione dei costumi, conferendo l'incarico a Bernardo di Chiaravalle.
La comunità cistercense è attestata sui pendii delle Rocche in contrada Sant'Anna col titolo di "Santa Maria dell'Annunciazione". Del primitivo insediamento sono pervenuti solo dei ruderi. Un luogo meno impervio, ai margini di un corso d'acqua è individuato più a valle, oggi denominato Badiavecchia di Vallebona.
Bernardo invio l'abate Ugo di Citeaux a capo di religiosi provenienti dalla vicina Calabria. Nel 1172 il monastero entrò sotto la giurisdizione dell'Ordine cistercense come filiazione dell'abbazia di Santa Maria della Sambucina, situata in Calabria nel comune di Luzzi.

### Epoca borbonica
Per allentamento e decadimento della disciplina monastica, per la vetustà delle strutture, per abusi commessi da parte dei monaci, l'importanza dell'istituzione cominciò a vacillare fino a tramontare del tutto, circostanze che indussero ad edificare una nuova sede su un'altura in prossimità del centro cittadino.
Nel 1659 i religiosi si trasferirono nelle strutture cittadine di Novara, l'Abbazia di Sant'Ugo.
Il monastero di Badia Vecchia distrutto da un'alluvione, nuovamente restaurato, fu abitato fino 1731 per essere definitivamente abbandonato e destinato come semplice chiesetta per le necessità spirituali del piccolo borgo.

#### Abbazia di Sant'Ugo
In città molti monaci si abbandonarono alle comodità e agli agi della vita del popoloso centro, tantissimi di loro abusarono delle tante dovizie che possedevano al punto tale che la popolazione ne reclamò l'abolizione e l'espulsione dell'istituzione nel 1783.
Nel 1784 la comunità religiosa dell'abbazia cittadina si trasferì a Messina nel borgo di Tremestieri in contrada Roccamadore, probabilmente a causa della soppressione del monastero voluta dai Borboni. L'abbazia andò presto in rovina.
Lo Stato incamerò le grosse rendite, la chiesa divenne di patronato regio e furono istituiti un cappellano e un vicecappellano.
- Reliquiario.

### Epoca contemporanea
- 2019 - 2020, Le strutture sono oggetto di campagne di restauro.

## Filiazioni
Nella linea dell'abbazia francese di Clairvaux e nel rispetto delle direttive previste dalla Charta Caritatis, 
alla casa madre di Santa Maria di Vallebona di Novara, comprendenti le chiese suffraganee, i monasteri, le grangie, le dipendenze e pertinenze, corrispondono le filiazioni: 
- Abbazia di Santa Maria di Roccamadore, fondata nel 1193 per volontà del normanno Bartolomeo de Luci;
- Abbazia di Santa Maria della Stella[1] di contrada Spanò (Bronte - Randazzo), fondata per volontà di Nicola di Troina (1263), aggregata nel 1310;
- Chiesa di Santa Maria ad Nives in territorio di Francavilla di Sicilia;
- Chiesa di Santa Maria di Noaria (Abbazia e monastero di Santa Maria di Notaria ?)[7] edificata poco lontano la città di Patti;
- Chiesa di Santa Maria de Thermis o di Sancta Maria in Vineis, documentata nel distretto di Castroreale, ex monastero dei Benedettini oggi in territorio di Terme Vigliatore;
- Chiesa di San Nicola ubicata presso l'abitato di Tripi;
- Chiesa di San Vincenzo,[8] primitivo luogo di culto derivato in Bastione di San Vincenzo di Forte dell'Andria a Messina.

## Abati
- XII secolo, Abate Ugo.
- 1175, Abate Marco.
- 1733, Monsignor Girolamo Colonna.

## Galleria d'immagini

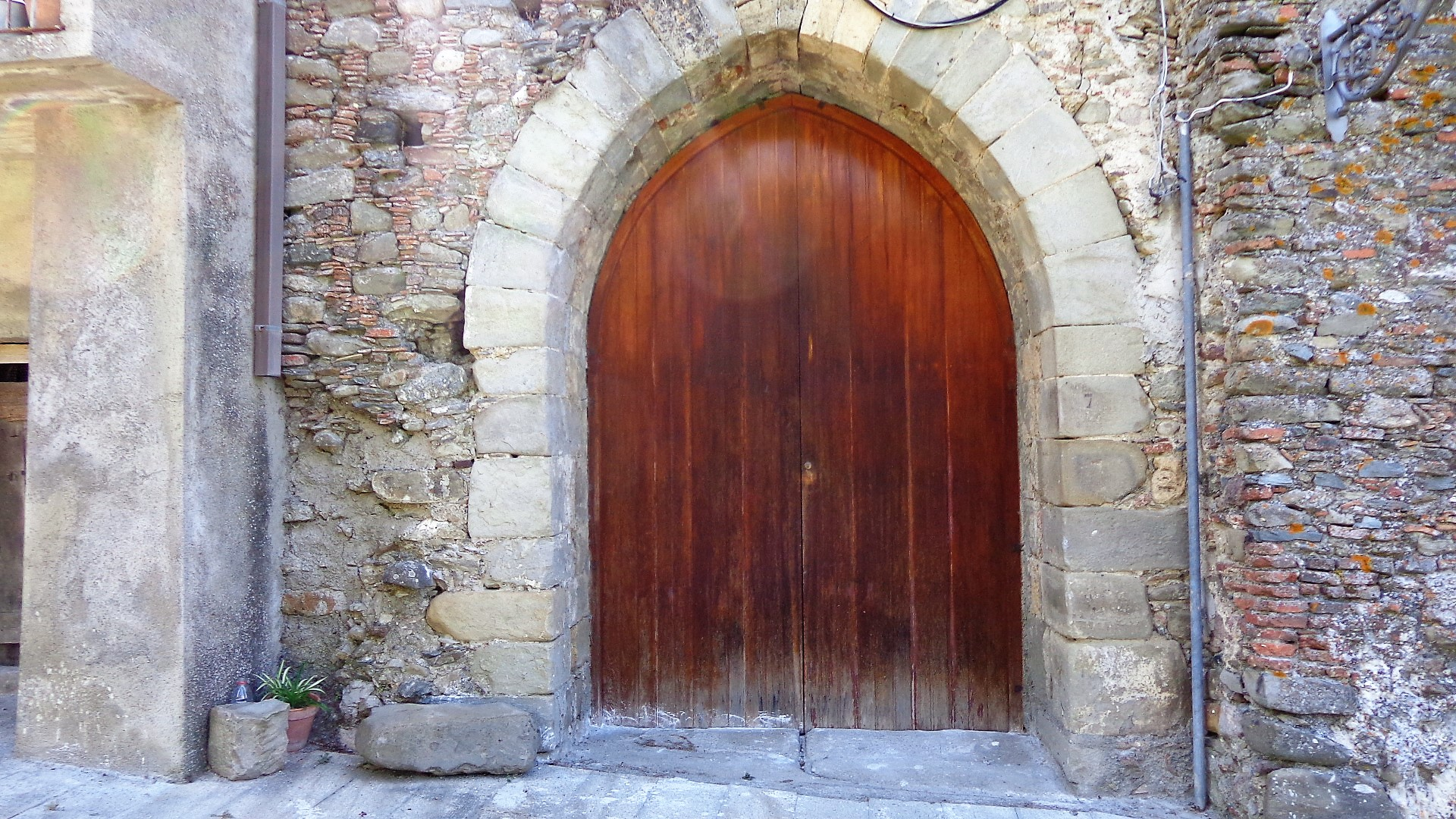
Portale adiacente all'ingresso
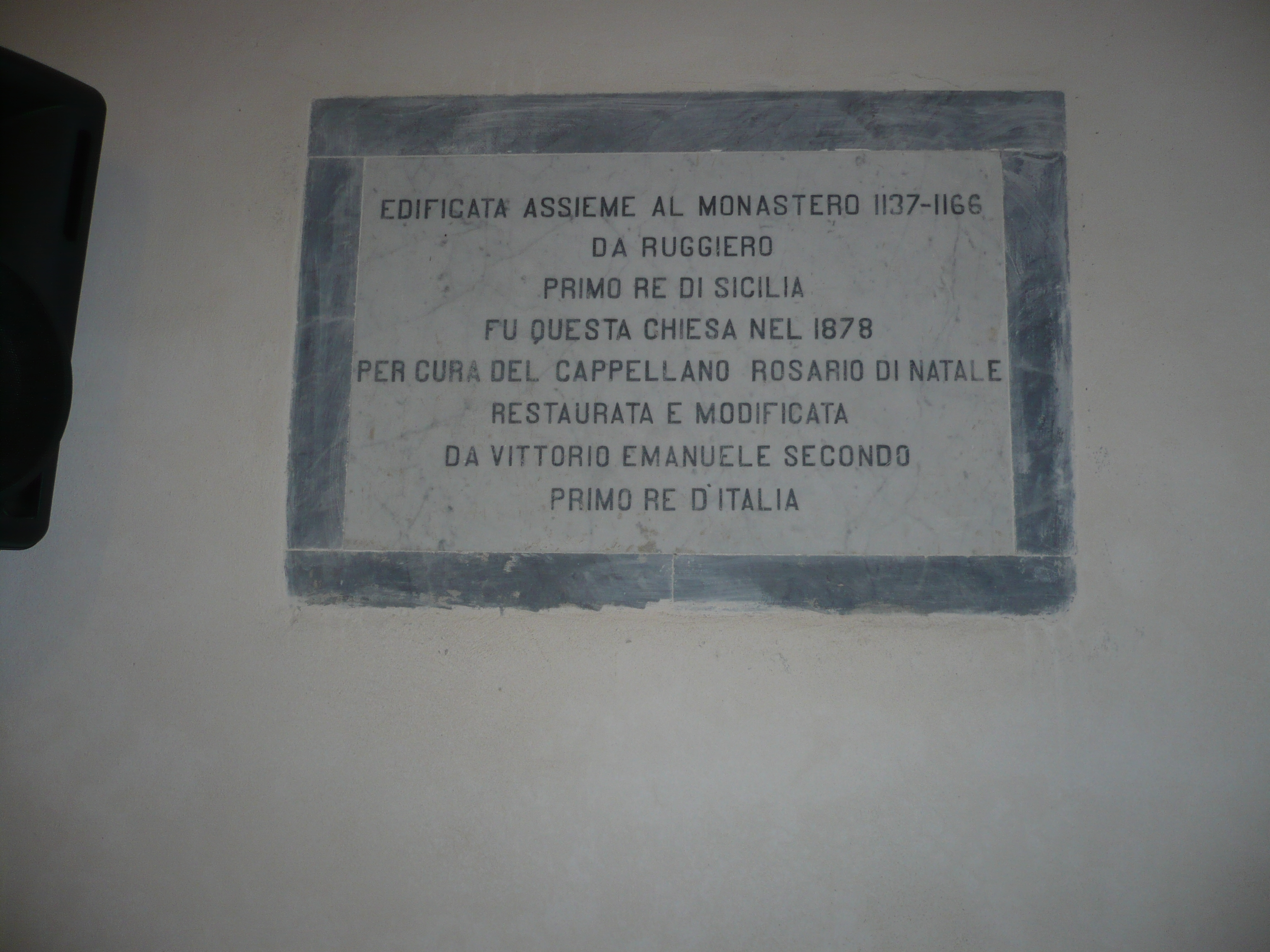
Targa commemorativa
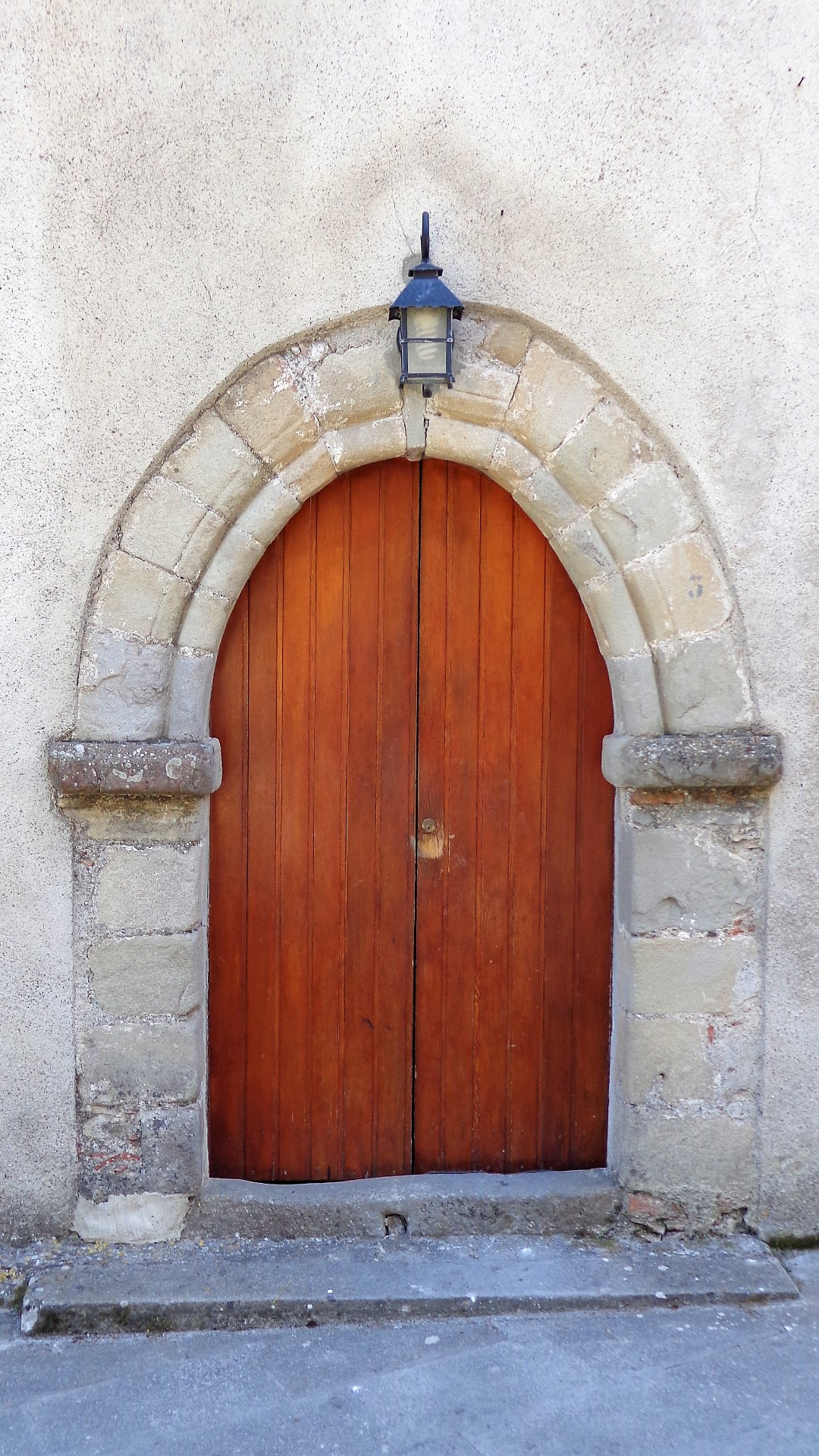
Portaletto settentrionale
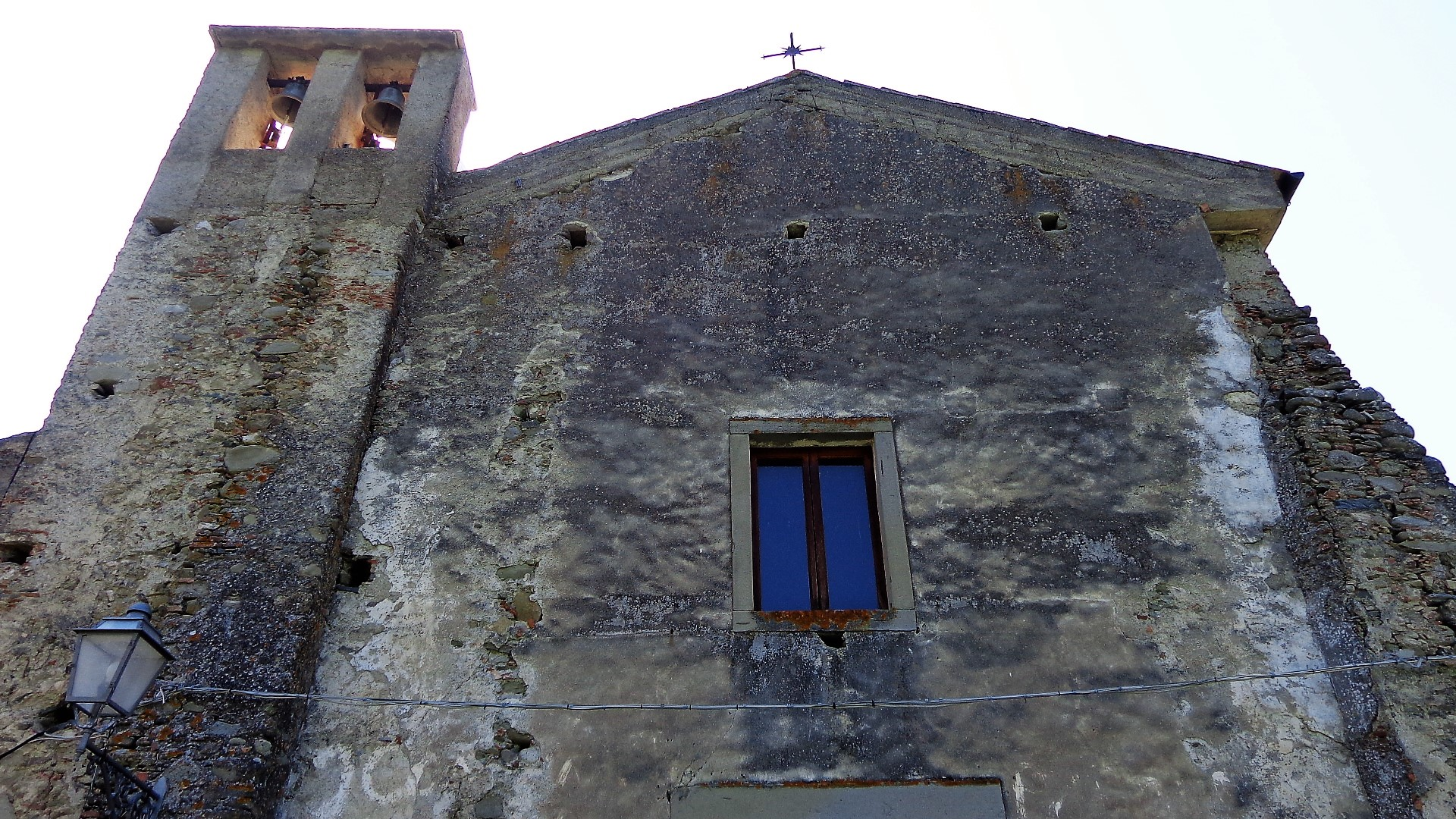
Prospetto